# Ramon Balcells i Comas
Ramon Balcells Comas (Barcelona, 6 de febrer de 1953) és un regatista català, ja retirat.
Acompanyat del seu pare, Ramon Balcells Rodón, i Joan Llort Corbella, van competir a la classe dragó, on feia les tasques d'skips i maniobres davanteres. Considerada com una de les tripulacions més preparades a nivell estatal, van guanyar un campionat d'Espanya absolut i la Christmas Race l'any 1971. També van participar en els Europeus de 1972 i 1973. Per la classificació als Jocs Olímpics de Múnic 1972, la seva tripulació anava igualada amb el vaixell del llavors príncep Joan Carles. Després de començar la darrera regata, celebrada a Palma, la Federació Espanyola de Vela els va recomanar que abandonessin la prova i que hi competissin a la classe soling, mentre que la tripulació del príncep Joan Carles competiria a la classe dragó. Als Jocs Olímpics de 1972 va finalitzar novena posició i, el mateix any, va guanyar la Christmas Race en classe soling.

## Palmarès
- 1 Campionat d'Espanya en classe dragó: 1971
- 2 Christmas Race de Palamós: 1971, 1972